# Parigi-Bourges 1999
La Parigi-Bourges 1999, quarantanovesima edizione della corsa e valevole come prova del circuito UCI categoria 1.3, si svolse il 30 settembre 1999 su un percorso di 206,5 km. Fu vinta dall'italiano Daniele Nardello che giunse al traguardo con il tempo di 4h55'59", alla media di 41,86 km/h.
Al traguardo 20 ciclisti portarono a termine il percorso.

## Ordine d'arrivo (Top 10)
| Pos. | Corridore        | Squadra         | Tempo    |
| ---- | ---------------- | --------------- | -------- |
| 1    | Daniele Nardello | Mapei           | 4h55'59" |
| 2    | Andrej Čmil      | Lotto           | s.t.     |
| 3    | Laurent Brochard | Festina         | s.t.     |
| 4    | Nico Mattan      | Cofidis         | a 14"    |
| 5    | Nicolas Jalabert | Cofidis         | a 29"    |
| 6    | Lars Michaelsen  | Franç. des Jeux | s.t.     |
| 7    | Stéphane Bergès  | BigMat          | s.t.     |
| 8    | Andrea Noè       | Mapei           | s.t.     |
| 9    | Jens Voigt       | Crédit Agricole | s.t.     |
| 10   | Peter Farazijn   | Cofidis         | s.t.     |